# Mesnil-Sellières
Mesnil-Sellières és un municipi francès situat al departament de l'Aube i a la regió del Gran Est. L'any 2007 tenia 534 habitants.

## Demografia

### Població
El 2007 la població de fet de Mesnil-Sellières era de 534 persones. Hi havia 185 famílies de les quals 22 eren unipersonals (9 homes vivint sols i 13 dones vivint soles), 60 parelles sense fills, 86 parelles amb fills i 17 famílies monoparentals amb fills.
La població ha evolucionat segons el següent gràfic:
Habitants censats

### Habitatges
El 2007 hi havia 193 habitatges, 184 eren l'habitatge principal de la família, 1 era una segona residència i 8 estaven desocupats. Tots els 193 habitatges eren cases. Dels 184 habitatges principals, 163 estaven ocupats pels seus propietaris, 19 estaven llogats i ocupats pels llogaters i 2 estaven cedits a títol gratuït; 1 tenia dues cambres, 9 en tenien tres, 55 en tenien quatre i 120 en tenien cinc o més. 164 habitatges disposaven pel capbaix d'una plaça de pàrquing. A 62 habitatges hi havia un automòbil i a 113 n'hi havia dos o més.

### Piràmide de població
La piràmide de població per edats i sexe el 2009 era:
| Homes | Edats   | Dones |
| ----- | ------- | ----- |
| 0     | 95 o +  | 0     |
| 0     | 90 a 94 | 0     |
| 0     | 85 a 89 | 8     |
| 0     | 80 a 84 | 4     |
| 12    | 75 a 79 | 0     |
| 4     | 70 a 74 | 8     |
| 4     | 65 a 69 | 8     |
| 16    | 60 a 64 | 8     |
| 4     | 55 a 59 | 4     |
| 4     | 50 a 54 | 12    |
| 28    | 45 a 49 | 20    |
| 12    | 40 a 44 | 16    |
| 20    | 35 a 39 | 28    |
| 20    | 30 a 34 | 4     |
| 16    | 25 a 29 | 16    |
| 8     | 20 a 24 | 12    |
| 8     | 15 a 19 | 12    |
| 24    | 10 a 14 | 20    |
| 12    | 5 a 9   | 20    |
| 8     | 0 a 4   | 8     |

## Economia
El 2007 la població en edat de treballar era de 318 persones, 263 eren actives i 55 eren inactives. De les 263 persones actives 251 estaven ocupades (133 homes i 118 dones) i 13 estaven aturades (2 homes i 11 dones). De les 55 persones inactives 24 estaven jubilades, 19 estaven estudiant i 12 estaven classificades com a «altres inactius».

### Ingressos
El 2009 a Mesnil-Sellières hi havia 197 unitats fiscals que integraven 555 persones, la mediana anual d'ingressos fiscals per persona era de 19.411 €.

### Activitats econòmiques
Dels 11 establiments que hi havia el 2007, 2 eren d'empreses de fabricació d'altres productes industrials, 4 d'empreses de construcció, 1 d'una empresa de comerç i reparació d'automòbils, 1 d'una empresa d'informació i comunicació, 2 d'empreses de serveis i 1 d'una empresa classificada com a «altres activitats de serveis».
Dels 5 establiments de servei als particulars que hi havia el 2009, 1 era un taller de reparació d'automòbils i de material agrícola, 1 paleta, 1 guixaire pintor i 2 lampisteries.
L'any 2000 a Mesnil-Sellières hi havia 17 explotacions agrícoles que ocupaven un total de 972 hectàrees.

## Equipaments sanitaris i escolars
El 2009 hi havia una escola elemental integrada dins d'un grup escolar amb les comunes properes formant una escola dispersa.

## Poblacions més properes
El següent diagrama mostra les poblacions més properes.